# Vesela Slobidka, Makariv
Vesela Slobidka (în ucraineană Весела Слобідка) este un sat în comuna Hruzke din raionul Makariv, regiunea Kiev, Ucraina.

## Demografie
Componența lingvistică a localității Vesela Slobidka
     Ucraineană (97,19%)
     Rusă (2,81%)
Conform recensământului din 2001, majoritatea populației localității Vesela Slobidka era vorbitoare de ucraineană (97,19%), existând în minoritate și vorbitori de rusă (2,81%).